# Trapezoide (os)
El trapezoide (Multangulu minus) és un os del canell, parell, curt, esponjós, amb sis cares de les quals quatre són articulars. És el segon os de la segona fila del carp i s'articula amb els escafoides, metacarpià, trapezi i gran del carp.

## Ossos del carp
| Fila     | Nom           | Articulacions proximals/radials         | Articulacions distals              | Articulacions metacarpianes |
| Proximal | Escafoide     | radi, semilunar                         | trapezi, trapezoide, gran del carp | -                           |
| Proximal | Semilunar     | radi, escafoide, piramidal              | gran del carp, ganxut              | -                           |
| Proximal | Piramidal     | semilunar, pisiforme (però no el cúbit) | ganxut                             | -                           |
| Proximal | Pisiforme     | piramidal                               | -                                  | -                           |
| Distal   | Trapezi       | escafoide                               | trapezoide                         | #1 i #2                     |
| Distal   | Trapezoide    | escafoide                               | trapezi, gran del carp             | #2                          |
| Distal   | Gran del carp | escafoide, semilunar                    | trapezoide, ganxut                 | #2, #3 i #4                 |
| Distal   | Ganxut        | piramidal, semilunar                    | gran del carp                      | #4 i #5                     |

## Imatges

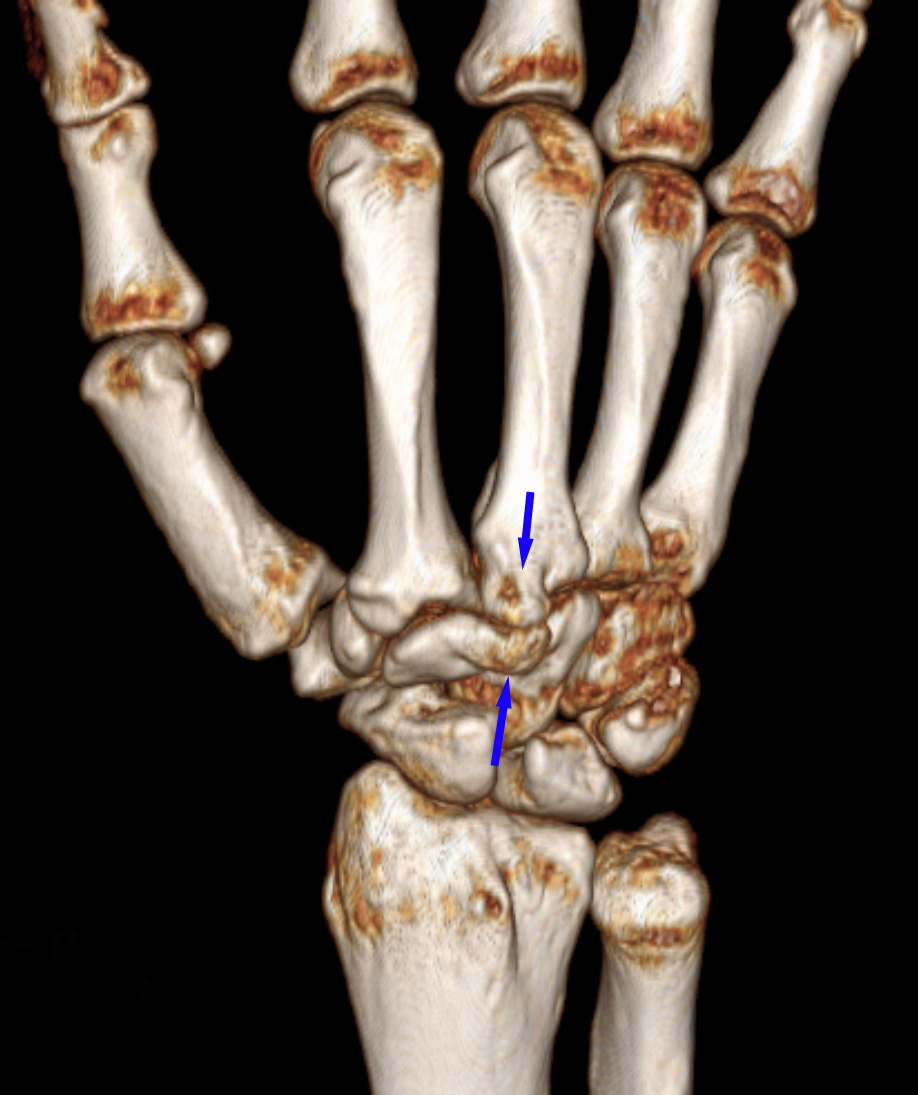
Reconstrucció tridimensional per CT, dels ossos del carp.
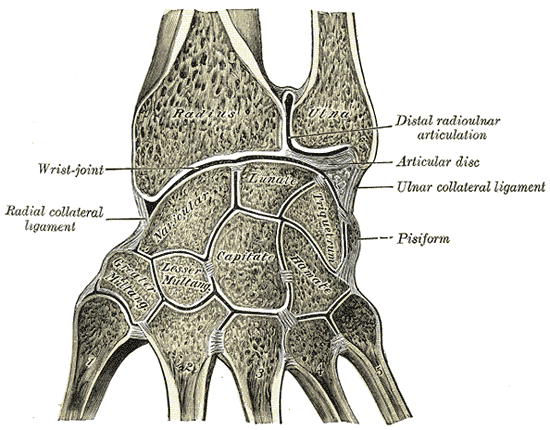
Ossos del canell, placa de  Anatomy of the Human Body , 1918.
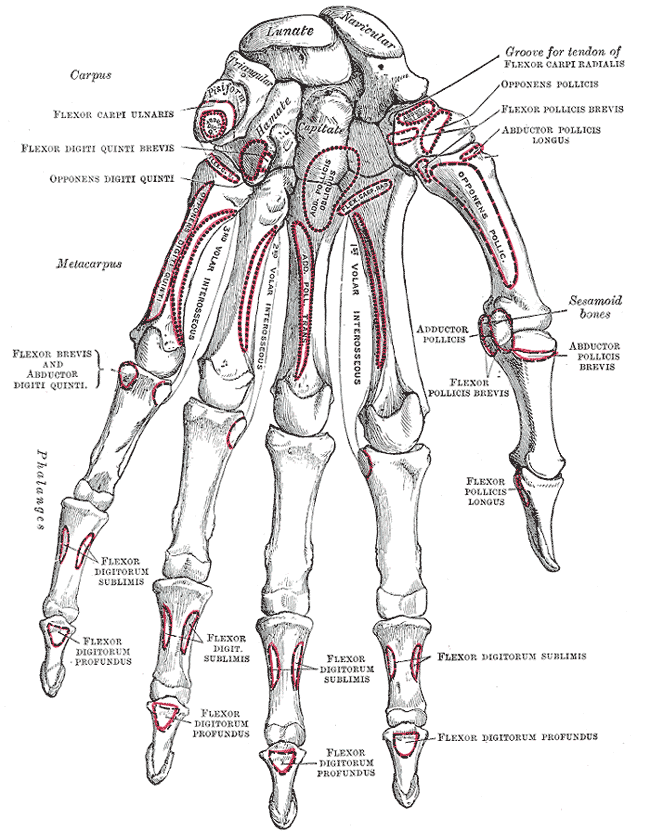
Ossos de la mà esquerra. Cara palmar.
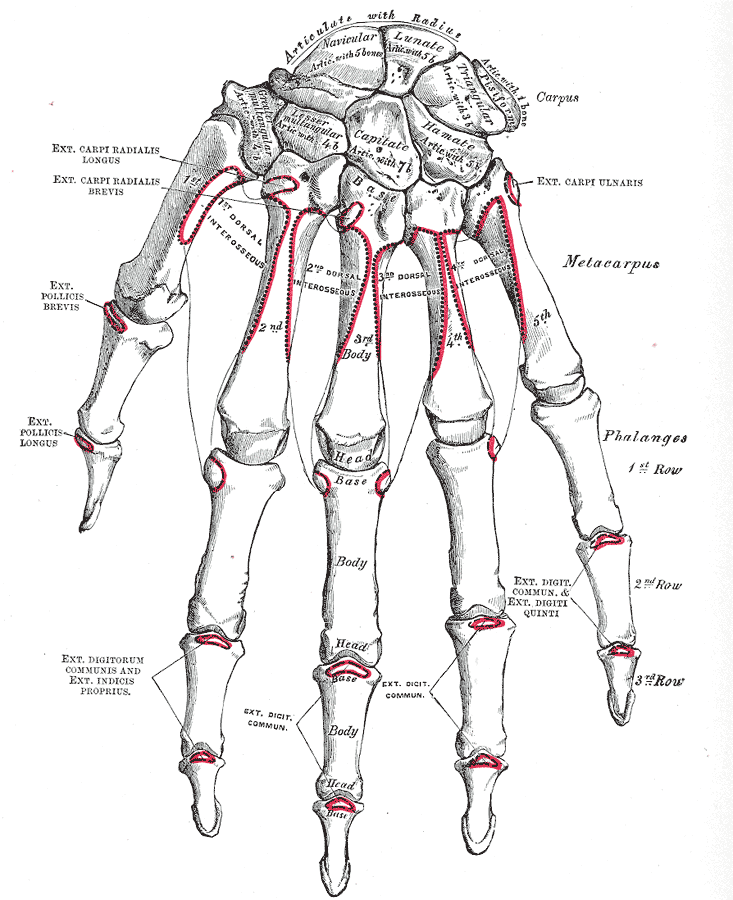
Ossos de la mà esquerra. Cara dorsal.